# Tian Pengfei
Tian Pengfei (Dalian, 16 de agosto de 1987) es un jugador de snooker chino.

## Biografía
Nació en la ciudad china de Dalian en 1987. Es jugador profesional de snooker desde 2006. No se ha proclamado campeón de ningún torneo de ranking, y su mayor logro hasta la fecha fue alcanzar las semifinales del Abierto de Gales de 2023. Tampoco ha logrado hilar ninguna tacada máxima, y la más alta de su carrera está en 139.